# Vila Flor
Vila Flor é uma vila portuguesa localizada na sub-região das Terras de Trás-os-Montes, pertencendo à região do Norte e ao distrito de Bragança. 
É sede do Município de Vila Flor que tem uma área total de 265,81 km2, 6.050 habitantes em 2021 e uma densidade populacional de 23 habitantes por km2, subdividido em 14 freguesias. O município é limitado a norte pelo município de Mirandela, a leste por Alfândega da Fé, a sudeste por Torre de Moncorvo e a oeste por Carrazeda de Ansiães.

## Freguesias

Freguesias do município de Vila Flor.

#### Freguesias atuais
O município de Vila Flor está dividido em 14 freguesias:
- Assares e Lodões
- Benlhevai
- Candoso e Carvalho de Egas
- Freixiel
- Roios
- Samões
- Sampaio
- Santa Comba de Vilariça
- Seixo de Manhoses
- Trindade
- Vale Frechoso
- Valtorno e Mourão
- Vila Flor e Nabo
- Vilas Boas e Vilarinho das Azenhas

#### Outras Aldeias das várias freguesias
- Alagoa (Valtorno)
- Arco (Vila Flor)
- Folgares (Freixiel)
- Macedinho (Trindade)
- Meireles (Vilas Boas)
- Ribeirinha (Vilas Boas)
- Valbom (Trindade)
- Vieiro (Freixiel)

## Património
- Pelourinho de Freixiel (IIP)
- Antiga Forca de Freixiel (IIP)
- Castelo de Vila Flor (IIP)
- Pelourinho de Vila Flor (IIP)
- Pelourinho de Vilas Boas (IIP)
- Igreja Matriz de Vila Flor
- Fonte Romana
- Arco de D. Dinis
- Igreja da Misericórdia de Vila Flor
- Estátua ao Rei D. Dinis
- Capela de Santa Lúzia
- Capelinhas (Sra. da Lapa)
- Fonte das Bestas

## Equipamentos
- Museu Municipal Berta Cabral
- Centro Cultural de Vila Flor (Auditório Adelina Campos)
- Complexo Turístico do Peneireiro - inclui Parque de Campismo, Piscina Municipal e Albufeira do Peneireiro
- Biblioteca Municipal de Vila Flor
- Auditório da Santa Casa da Misericórdia, no Largo do Rossio n.º 11

## Evolução da População do Município
| Número de habitantes | Número de habitantes | Número de habitantes | Número de habitantes | Número de habitantes | Número de habitantes | Número de habitantes | Número de habitantes | Número de habitantes | Número de habitantes | Número de habitantes | Número de habitantes | Número de habitantes | Número de habitantes | Número de habitantes | Número de habitantes |
| -------------------- | -------------------- | -------------------- | -------------------- | -------------------- | -------------------- | -------------------- | -------------------- | -------------------- | -------------------- | -------------------- | -------------------- | -------------------- | -------------------- | -------------------- | -------------------- |
| 1864                 | 1878                 | 1890                 | 1900                 | 1911                 | 1920                 | 1930                 | 1940                 | 1950                 | 1960                 | 1970                 | 1981                 | 1991                 | 2001                 | 2011                 | 2021                 |
| 8 423                | 9 588                | 11 048               | 9 812                | 10 358               | 9 130                | 9 889                | 11 353               | 12 505               | 11 834               | 9 031                | 9 719                | 8 828                | 7 913                | 6 697                | 6 050                |

(Obs.: Número de habitantes "residentes", ou seja, que tinham a residência oficial neste município à data em que os censos  se realizaram.)
| Número de habitantes por Grupo Etário | Número de habitantes por Grupo Etário | Número de habitantes por Grupo Etário | Número de habitantes por Grupo Etário | Número de habitantes por Grupo Etário | Número de habitantes por Grupo Etário | Número de habitantes por Grupo Etário | Número de habitantes por Grupo Etário | Número de habitantes por Grupo Etário | Número de habitantes por Grupo Etário | Número de habitantes por Grupo Etário | Número de habitantes por Grupo Etário | Número de habitantes por Grupo Etário |       |
| ------------------------------------- | ------------------------------------- | ------------------------------------- | ------------------------------------- | ------------------------------------- | ------------------------------------- | ------------------------------------- | ------------------------------------- | ------------------------------------- | ------------------------------------- | ------------------------------------- | ------------------------------------- | ------------------------------------- | ----- |
|                                       | 1900                                  | 1911                                  | 1920                                  | 1930                                  | 1940                                  | 1950                                  | 1960                                  | 1970                                  | 1981                                  | 1991                                  | 2001                                  | 2011                                  | 2021  |
| 0-14 Anos                             | 3 462                                 | 3 805                                 | 3 140                                 | 3 398                                 | 4 203                                 | 4 390                                 | 4 246                                 | 2 980                                 | 2 606                                 | 1 724                                 | 1 032                                 | 721                                   | 536   |
| 15-24 Anos                            | 1 830                                 | 1 797                                 | 1 691                                 | 1 839                                 | 1 933                                 | 2 391                                 | 2 002                                 | 1 365                                 | 1 812                                 | 1 508                                 | 1 120                                 | 626                                   | 524   |
| 25-64 Anos                            | 4 201                                 | 4 190                                 | 3 752                                 | 4 001                                 | 4 569                                 | 5 046                                 | 4 819                                 | 3 545                                 | 3 995                                 | 4 107                                 | 3 915                                 | 3 421                                 | 2 846 |
| = ou > 65 Anos                        | 373                                   | 525                                   | 519                                   | 559                                   | 604                                   | 672                                   | 767                                   | 895                                   | 1 306                                 | 1 489                                 | 1 846                                 | 1 929                                 | 2 144 |

(Obs: De 1900 a 1950 os dados referem-se à população "de facto", ou seja, que estava presente no município à data em que os censos se realizaram. Daí que se registem algumas diferenças relativamente à designada população residente)

## Política

### Eleições autárquicas[6]
| Data | %       | V       | %            | V            | %     | V     | %       | V       | %              | V      | %              | V         | %              | V       | Participação |                |
| Data | PPD/PSD | PPD/PSD | FEPU/APU/CDU | FEPU/APU/CDU | PS    | PS    | CDS-PP  | CDS-PP  | UDP/BE         | UDP/BE | PCTP/MRPP      | PCTP/MRPP | PSD-CDS        | PSD-CDS | Participação |                |
| ---- | ------- | ------- | ------------ | ------------ | ----- | ----- | ------- | ------- | -------------- | ------ | -------------- | --------- | -------------- | ------- | ------------ | -------------- |
| Data | 1976    | 39,95   | 2            | 20,08        | 1     | 17,99 | 1       | 16,21   | 1              |        |                |           |                |         |              | 61,42 / 100,00 |
| 1979 | 60,83   | 4       | 12,92        | -            |       |       | 17,92   | 1       | 2,37           | -      | 2,14           | -         | 75,33 / 100,00 |         |              |                |
| 1982 | 46,97   | 3       | 6,99         | -            | 13,02 | -     | 27,64   | 2       |                |        |                |           | 73,45 / 100,00 |         |              |                |
| 1985 | 41,54   | 2       | 4,57         | -            | 33,27 | 2     | 18,29   | 1       | 70,90 / 100,00 |        |                |           |                |         |              |                |
| 1989 | 39,14   | 2       | 6,72         | -            | 19,90 | 1     | 30,84   | 2       | 71,37 / 100,00 |        |                |           |                |         |              |                |
| 1993 | 30,70   | 2       | 1,45         | -            | 57,70 | 3     | 6,41    | -       | 72,46 / 100,00 |        |                |           |                |         |              |                |
| 1997 | 36,77   | 2       | 1,87         | -            | 54,27 | 3     | 3,13    | -       | 71,77 / 100,00 |        |                |           |                |         |              |                |
| 2001 | CDS-PP  | CDS-PP  | 1,89         | -            | 56,72 | 3     | PPD/PSD | PPD/PSD | 36,56          | 2      | 72,57 / 100,00 |           |                |         |              |                |
| 2005 | 33,48   | 2       | 1,51         | -            | 57,71 | 3     | 3,30    | -       |                |        | 69,12 / 100,00 |           |                |         |              |                |
| 2009 | 28,15   | 1       | 6,16         | -            | 57,00 | 4     | 4,01    | -       | 63,50 / 100,00 |        |                |           |                |         |              |                |
| 2013 | CDS-PP  | CDS-PP  | 4,01         | -            | 57,00 | 3     | PPD/PSD | PPD/PSD | 33,89          | 2      | 63,25 / 100,00 |           |                |         |              |                |
| 2017 | CDS-PP  | CDS-PP  | 1,05         | -            | 47,59 | 3     | PPD/PSD | PPD/PSD | 7,71           | -      | 39,77          | 2         | 65,00 / 100,00 |         |              |                |
| 2021 | CDS-PP  | CDS-PP  | 0,82         | -            | 40,47 | 2     | PPD/PSD | PPD/PSD | 1,73           | -      | 53,77          | 3         | 68,00 / 100,00 |         |              |                |

### Eleições legislativas
| Data | %     | %     | %     | %    | %     | %     | %        | %     | %    | %     | %    | %       | %   | % | %  | %  |
| Data | PSD   | CDS   | PS    | PCP  | UDP   | AD    | APU/ CDU | FRS   | PRD  | PSN   | BE   | PSD CDS | PAN | L | CH | IL |
| ---- | ----- | ----- | ----- | ---- | ----- | ----- | -------- | ----- | ---- | ----- | ---- | ------- | --- | - | -- | -- |
| 1976 | 28,24 | 27,96 | 26,04 | 3,56 | 1,09  |       |          |       |      |       |      |         |     |   |    |    |
| 1979 | AD    | AD    | 19,20 | APU  | 2,32  | 57,89 | 8,09     |       |      |       |      |         |     |   |    |    |
| 1980 | AD    | AD    | FRS   | APU  | 1,39  | 62,84 | 5,59     | 20,83 |      |       |      |         |     |   |    |    |
| 1983 | 39,20 | 18,68 | 27,49 | APU  | 0,85  |       | 6,63     |       |      |       |      |         |     |   |    |    |
| 1985 | 39,31 | 17,71 | 17,59 | APU  | 0,75  | 8,16  | 6,95     |       |      |       |      |         |     |   |    |    |
| 1987 | 57,76 | 8,93  | 18,59 | CDU  | 0,66  | 5,46  | 1,63     |       |      |       |      |         |     |   |    |    |
| 1991 | 56,38 | 10,51 | 23,89 | CDU  |       | 2,99  | 0,65     | 1,49  |      |       |      |         |     |   |    |    |
| 1995 | 41,95 | 11,13 | 41,11 | CDU  | 0,41  | 2,41  |          |       |      |       |      |         |     |   |    |    |
| 1999 | 42,30 | 10,11 | 40,31 | CDU  |       | 2,95  | 0,47     | 0,70  |      |       |      |         |     |   |    |    |
| 2002 | 51,04 | 11,71 | 31,74 | CDU  | 1,74  |       | 0,72     |       |      |       |      |         |     |   |    |    |
| 2005 | 38,24 | 8,61  | 43,67 | CDU  | 2,58  | 2,41  |          |       |      |       |      |         |     |   |    |    |
| 2009 | 34,50 | 13,42 | 36,47 | CDU  | 3,78  | 7,12  |          |       |      |       |      |         |     |   |    |    |
| 2011 | 45,81 | 11,40 | 31,89 | CDU  | 3,07  | 2,79  |          |       |      |       |      |         |     |   |    |    |
| 2015 | CDS   | PSD   | 37,48 | CDU  | 4,04  | 5,44  | 45,26    | 0,56  | 0,33 |       |      |         |     |   |    |    |
| 2019 | 38,13 | 3,97  | 37,89 | CDU  | 2,45  | 7,64  |          | 1,22  | 0,48 | 0,72  | 0,48 |         |     |   |    |    |
| 2022 | 37,07 | 2,94  | 42,68 | CDU  | 1,49  | 2,17  | 0,48     | 0,24  | 8,67 | 1,57  |      |         |     |   |    |    |
| 2024 | AD    | AD    | 30,31 | CDU  | 38,19 | 1,24  | 1,62     | 0,76  | 0,76 | 20,47 | 1,40 |         |     |   |    |    |

## Personalidades ilustres
- Adelina Campos (1905 — 2008), actriz
- Álvaro Augusto Pegado de Sousa Pinto Barroso (1862 - 1953) , político
- Aníbal de Morais (1856 - 1934), jornalista e um dos fundadores do Jornal de Notícias
- Trigo de Morais (1895 — 1966), engenheiro, professor e político
- Carmen Santos (1904 — 1952), atriz, produtora e realizadora pioneira no cinema brasileiro
- Cidália Fernandes (1961 -), escritora
- Graça Morais (1948 — ), pintora
- Júlia D'Almendra (1904 — 1992), musicóloga, pedagoga e violinista
- Manuel António de Moura (1838 - 1921), pintor e restaurador
- Miller Guerra (1912 — 1993), médico, político e Bastonário da Ordem dos Médicos
- Tino Navarro (1954 — ), produtor, actor, argumentista e realizador de cinema